# بريان هيلمر
بريان هيلمر هو لاعب هوكي الجليد كندي، ولد في 15 يوليو 1972 في سو ساينت ماري في كندا.

## وصلات خارجية
- بريان هيلمر على موقع دوري الهوكي الوطني (الإنجليزية)
- بريان هيلمر على موقع قاعة مشاهير الهوكي (لاعب أن.إتش.أل) (الإنجليزية)
- بريان هيلمر على موقع EliteProspects.com (الإنجليزية)
- بريان هيلمر على موقع HockeyDB.com (الإنجليزية)
- بريان هيلمر على موقع Hockey-Reference.com (الإنجليزية)